# Bastone da feldmaresciallo

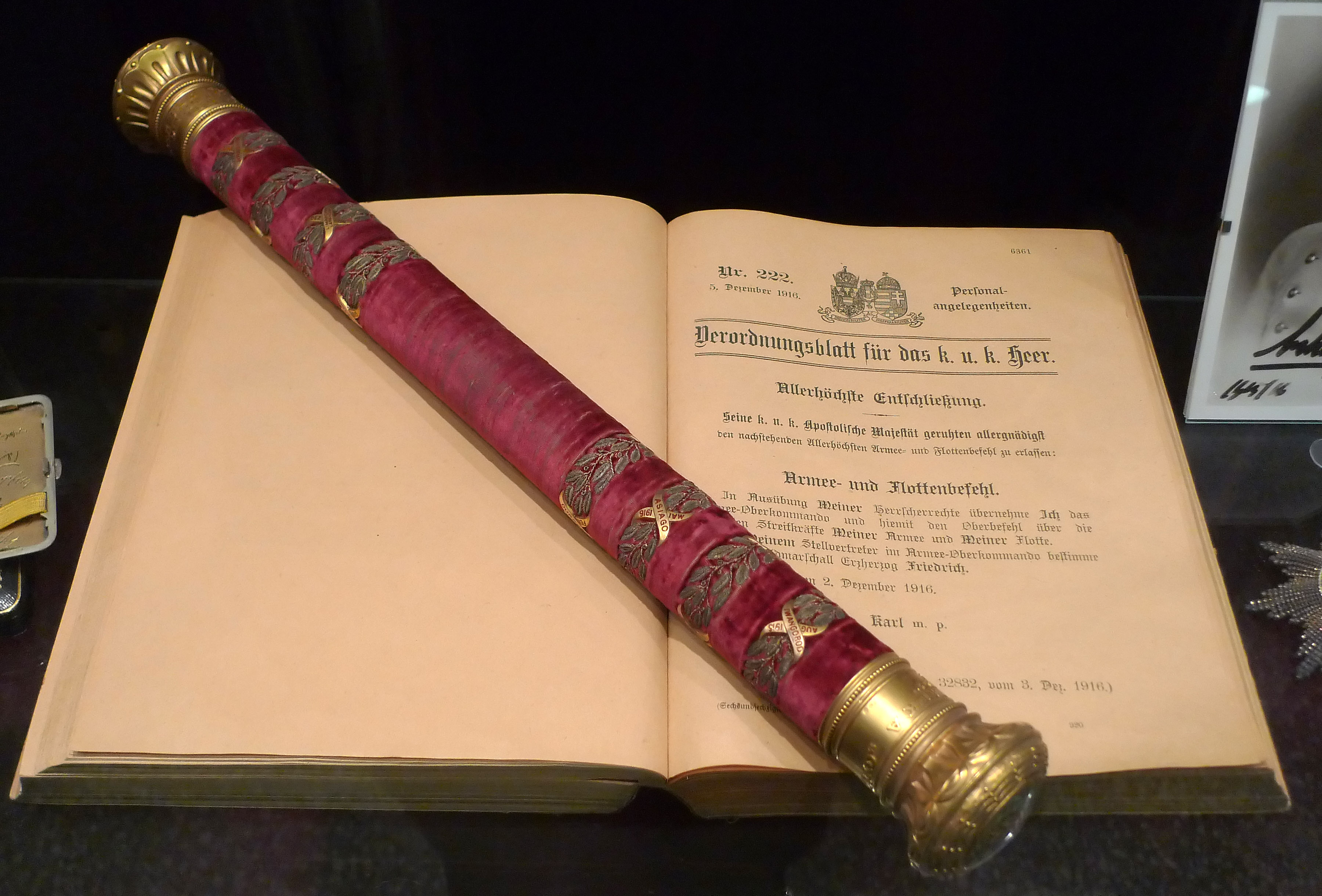
bastone da feldmaresciallo dell'arciduca Federico d'Asburgo-Teschen

Il bastone da feldmaresciallo è un simbolo cerimoniale che consiste in un bastone corto e spesso, portato come parte dell'uniforme dai militari con il grado più alto della gerarchia. Quest'oggetto è diverso dal frustino, un altro accessorio militare, in quanto più grosso di diametro e privo di funzionalità, visto che non può essere utilizzato come frusta; il bastone differisce dal vincastro, altra tipologia di bastone utilizzato da appartenenti a vertici di gerarchi, visto che non è così lungo da toccare terra. Per ultimo la differenza di un bastone da feldmaresciallo ad uno scettro, è che il primo è in genere piatto alle estremità, mentre il secondo termina con una corona, un'aquila, una pietra preziosa od un globo.

## Storia

### Età classica
L'origine del bastone di comando è remota, fu in dotazione in tutte le società in cui era presente la pastorizia e poi nell'Antico Egitto e durante l'Impero Romano; infatti a ricevere tale oggetto erano i consoli romani oppure coloro che avevano il comando sugli appartenenti al fascio. Col passare del tempo, il simbolo si estese ai comandanti che possedevano l'autorità suprema, civile e militare sulle province della Repubblica e in seguito dell'Impero.
Inoltre veniva assegnato ad un legato militare romano, un pesante bastone bianco che simboleggiava il mandato imperiale che al momento di un saluto veniva alzato proclamando tali parole: "Al di sopra della vostra testa e della mia." Prima dell'età romana, è possibile che dagli Spartani venisse utilizzata una bacchetta, detta scitala, per trasmettere messaggi segreti e che avesse un significato collegato al rango militare del possessore. Anche se questo oggetto può avere origini precedenti all'epoca Romana, ne abbiamo un resoconto dettagliato a partire da Plutarco, vissuto sotto l'Impero Romano.

## Uso

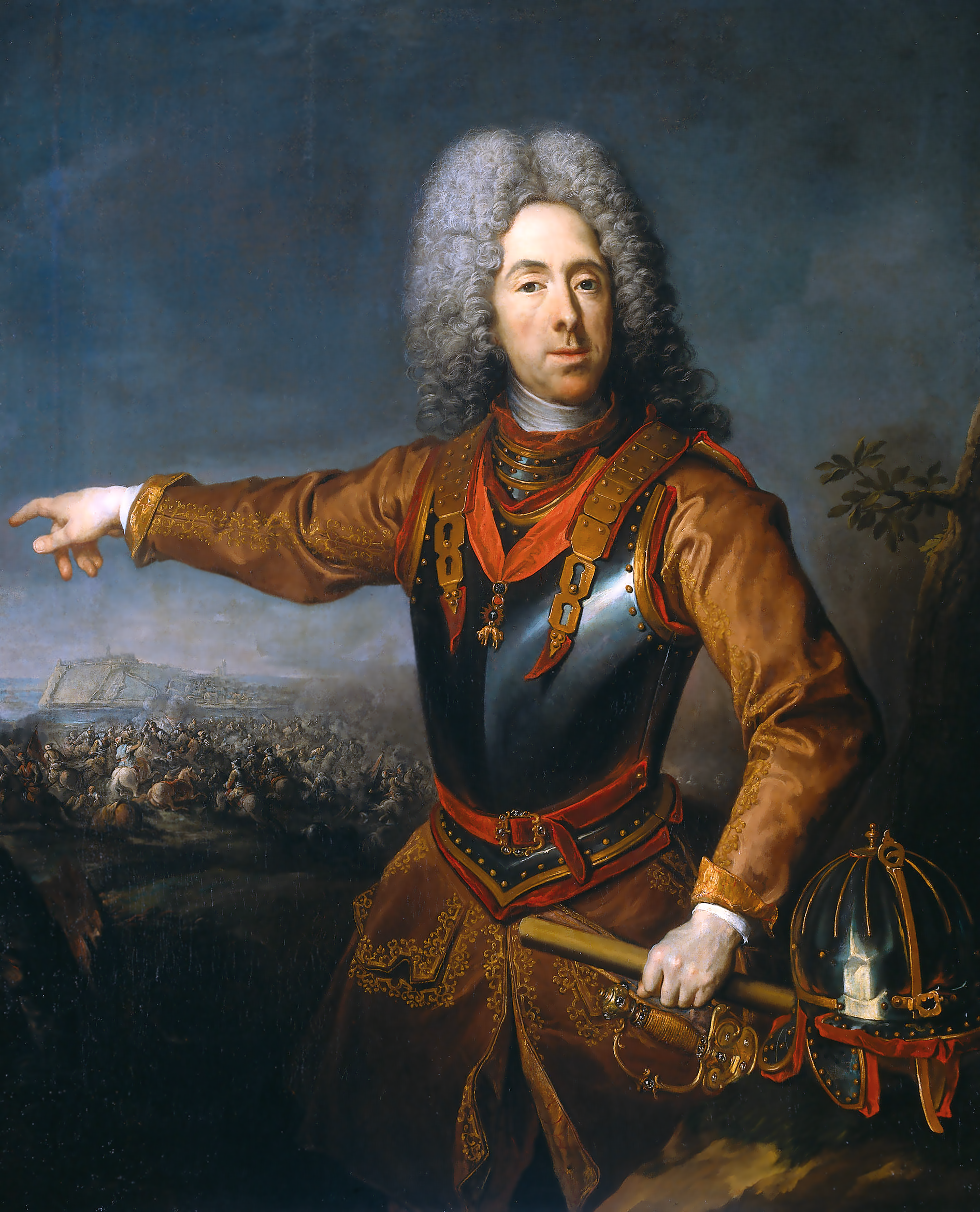
Eugenio di Savoia col suo bastone.

### Sacro romano impero
Durante il Sacro Romano Impero, i generali in capo dell'esercito impugnavano delle insegne di comando, anche se variavano fra di loro. Il principe Eugenio di Savoia, uno dei generali imperiali più importanti, possedeva un bastone realizzato con due canne di moschetto saldate assieme. Con la Battaglia di Austerlitz e la successiva caduta dell'Impero nel 1806, non vennero più nominati marescialli.

### Francia
In Francia sin dal diciottesimo secolo veniva assegnato ai Marescialli il "Baton fleurdelisé", che era ricoperto di velluto blu, decorato con dei gigli, simbolo araldico francese e della casa Borbone, detto anche " Fleur de lys". Su di una estremità veniva incisa una scritta dorata con il nome ed il grado del possessore, mentre su un altro lato vi era la scritta latina "Terror belli decus pacis" (Terrore in guerra, onore in pace). Con l'ascesa di Napoleone e la nascita del Primo impero, i gigli furono sostituiti con delle aquile e poi con delle stelle. 
Tutto ciò venne copiato da altre nazioni per la realizzazione di bastoni per i propri marescialli e quelli dei paesi alleati ; uno di questi fu il Duca di Wellington che ricevette almeno undici bastoni da maresciallo da differenti nazioni, di cui dieci sono esposti presso la sua residenza, Apsley House, mentre quello assegnatoli dall'Impero Russo fu trafugato nel 1965 e mai più recuperato.

### Germania nazista

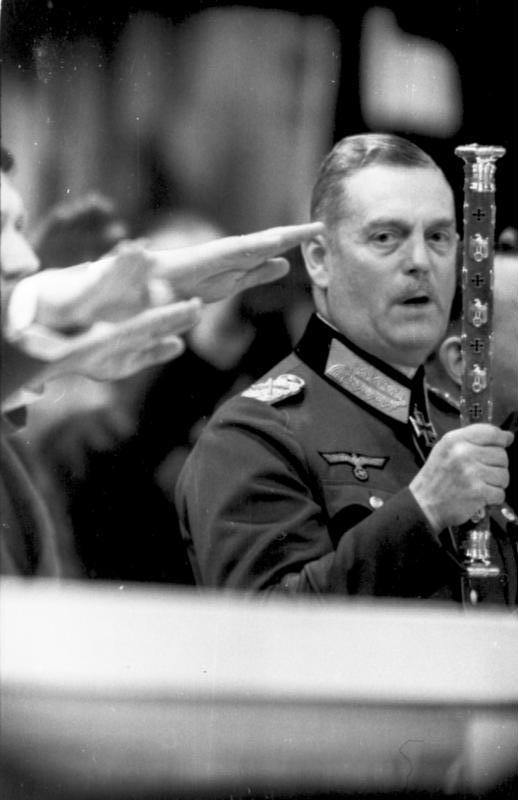
Wilhelm Keitel col suo bastone.

Durante il Terzo Reich, i Marescialli, i Feldmarescialli ed i grandi Ammiragli possedevano dei bastoni cerimoniali, appositamente realizzati da gioiellieri tedeschi che ne crearono sette tipi diversi. Per esempio ad Hermann Göring vennero consegnati due bastoni differenti, che simboleggiavano i suoi gradi di Feldmaresciallo e Maresciallo del Reich; 
I bastoni, eccetto per quello di Erich Raeder, erano simili nella struttura composta da un corpo centrale, decorato con delle croci di ferro ed aquile tedesche, con delle balkenkreuz per quelli della Luftwaffe, con delle ancore distintive per quelli della Kriegsmarine. Infine le estremità di tutti i bastoni avevano delle terminazioni ornamentali. Furono poi assegnati diversi tipi di bastoni a Werner von Blomberg, Hermann Göring, Erich Raeder e a Karl Dönitz, realizzati in velluto azzurro, blu o nero, decorati con le insegne dell'Esercito, la Marina o l'Aeronautica.
Ci furono poi alcuni militari che non ricevettero, nonostante il loro alto grado, il bastone, come Friedrich Paulus, Ferdinand Schörner e Robert Ritter von Greim; il primo di questi, subito dopo la nomina, venne mandato a Stalingrado, quindi fu impossibile la realizzazione di un proprio bastone. Gli altri due invece furono nominati Feldmarescialli nel 1945 quando la Germania era in gravissime condizioni a causa della guerra, di conseguenza la realizzazione di un bastone non era possibile, anche se a Schörner fu conferito un bastone provvisorio.

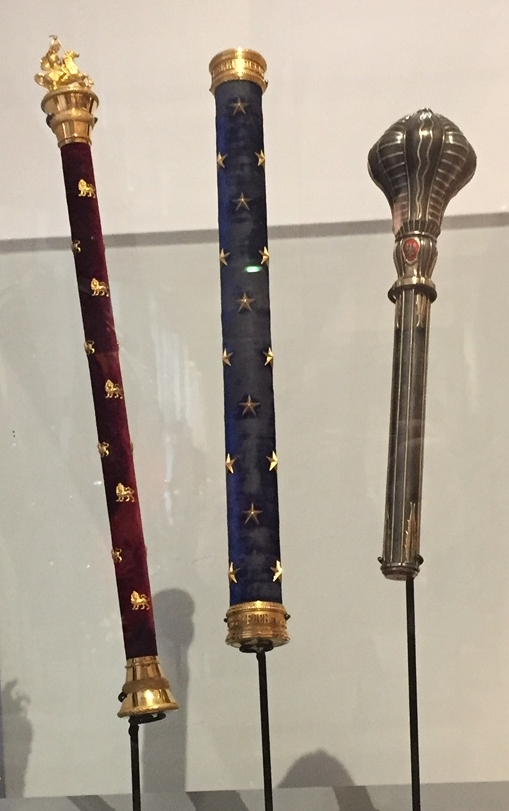
Bastoni del Regno Unito, Francia e Polonia.

### Impero Britannico
Nel 1736 fu ufficialmente introdotto il bastone di maresciallo nel Regno Unito e da allora mantiene la stessa forma, ovvero ricoperto di velluto rosso e decorato con dei leoni, simbolo britannico presente nello stemma araldico dell'Inghilterra. L'estremità superiore è caratterizzata da una statuetta di un cavaliere che uccide un drago, la tipica rappresentazione di San Giorgio, santo protettore inglese .